# Chicago Sun-Times
Чикаго Сан Таймс (англ. Chicago Sun-Times) ― ежедневная газета, выходящая в Чикаго, штат Иллинойс, США. Принадлежит медиагруппе Sun-Times и имеет второй по величине тираж среди чикагских газет после Chicago Tribune. Журналисты газеты получили восемь Пулитцеровских премий в 1970-х годах. Одним из лауреатов был кинокритик Роджер Эберт, который работал в газете с 1967 года до своей смерти в 2013 году. Право собственности на газету неоднократно переходило из рук в руки, в том числе дважды в конце 2010-х годов.

## История
Chicago Sun-Times претендует на звание старейшей непрерывно издаваемой ежедневной газеты в городе. Это утверждение основано на том, что в 1844 году была основана Chicago Daily Journal, первая газета, опубликовавшая слух, что корова, принадлежащая некой Кэтрин О'Лири, была ответственна за Чикагский пожар. Evening Journal, чье здание в Вест-Сайде не пострадало, предоставила Chicago Tribune временное пристанище до тех пор, пока оно не будет восстановлено. Хотя активы журнала были проданы Chicago Daily News в 1929 году, его последний владелец Сэмюэл Эмори Томасон также запустил таблоид Chicago Daily Illustrated Times.
Современная газета возникла, благодаря слиянию в 1948 году Chicago Sun, основанной Маршаллом Филдом III 4 декабря 1941 года, и Chicago Daily Times. Газета принадлежала компании Field Enterprises, контролируемой семьей Маршалла Филда. Когда в 1978 году Daily News прекратила свое существование, большая часть ее сотрудников, включая лауреата Пулитцеровской премии и обозревателя Майка Ройко, была переведена в Sun-Times. В полевой период газета носила популистский, прогрессивный характер, склонялась к демократии, но была независима от демократического истеблишмента. Несмотря на то, что газета являлась городским таблоидом, она хорошо ценилась за качественную журналистику и не полагалась лишь на сенсационные статьи на первой полосе. Обычно в ней печатались статьи из The Washington Post и Los Angeles Times.

## Награды и работы
Журналисты газеты получили восемь Пулитцеровских премий.
- 1970:Том Фицпатрик, Репортажи[6]
- 1971:Джек Дикинга, Художественная фотография[7]
- 1973:Рон Пауэрс, Критика[8]
- 1974:Арт Петакью, Хью Хоу, Репортажи[9]
- 1975:Роджер Эберт, Критика[10]
- 1982:Джон Уайт, Художественная фотография[11]
- 1989:Джек Хиггинс, Редакционная карикатура[12]
- 2011:Френк Мейн, Марк Конкол и Джон Ким, Репортажи[13]

## Скандалы
18 мая 2025 г. газета выпустила список книг, рекомендованных для летнего чтения, который сгенерировал искусственный интеллект. В список вошли реальные авторы и поддельные книги, которые они никогда не писали. Это вызвало волну критики. В ответ редакция пообещала, что подписчики не будут платить за выпуск с ошибками, соответствующий раздел удалят из электронной версии, а внутренняя редакционная политика будет пересмотрена.